# نوردیک سمیکانداکتر
نوردیک سمیکانداکتر (انگلیسی: Nordic Semiconductor) شرکت الکترونیک نروژی است، که در سال ۱۹۸۳ تأسیس شد.